# Xu Changhui
Xu Changhui   (Taichū Prefecture, 6 de setembre de 1929 - 1 de gener de 2001) va ser un músic i educador musical taiwanès. Com a etno musicòleg, se l'ha anomenat un "col·leccionista pioner de cançons populars taiwaneses".

## Biografia
Hsu va néixer a Taiwan, en el període d'ocupació japonesa, i va anar al Japó a estudiar als 12 anys, especialitzant-se en violí. Va tornar a Taiwan i va estudiar a "Taichung Municipal Taichung First Senior High School" el 1946 després de la guerra, i després va estudiar al departament de música del Taiwan Provincial Normal College (ara National Taiwan Normal University), servint com a violinista a la Taiwan Provincial Symphony. Orquestra (ara Orquestra Simfònica Nacional de Taiwan) després de graduar-se.
Hsu va anar a França per estudiar a despeses públiques el 1954, i va assistir al Col·legi de Frankfurt, després es va traslladar a la Universitat de París, on es va especialitzar en composició i va estudiar amb André Jolivet. El 1959, va triar el poema "Ahir algú va venir del mar" i el va compondre en una peça solista de soprano, que va ser seleccionada per al concurs de la Societat Italiana de Música Moderna, i després va començar la seva carrera compositiva.

## Carrera
Hsu va tornar a Taiwan el 1959. A més de compondre música, també va col·leccionar obres culturals musicals locals, per exemple, cançons populars taiwaneses. A més, Hsu va utilitzar mètodes compositius occidentals per reescriure la música tradicional xinesa, com la cantata "Song of Burial Flowers" escrita a partir d'A Dream of Red Mansions; així com l'òpera de 白蛇の伝説 (La llegenda de la serp blanca), i el "Concerto de Baijiachun", que van ser molt coneguts i ben rebuts. Hsu va ser influenciat per l'ús de la música popular de Béla Bartók, així com per l'abraçada del nacionalisme d'Antonín Dvořák.
A més de compondre música, Hsu va formar molts grups de música moderna i es va dedicar a l'educació de la música moderna i a la preservació de la música popular. Una vegada es va unir amb Deng Chang-Guo, Anna Azusa Fujita i Zhang Ji-Gao per fundar l'orquestra "New Music in First Play", introduint la interpretació de la música moderna occidental. Altres grups musicals importants com "Asian Composers League" també han comptat amb la seva participació i aportació.
Hsu va ensenyar a diverses generacions d'estudiants en el camp de la música popular taiwanesa i va presentar la música autòctona de Taiwan a un públic internacional. El 1988, va portar un grup d'artistes indígenes a una gira per països europeus com França, Suïssa, Alemanya i els Països Baixos. Entre els intèrprets hi havia el duo marit i dona d'Amis, Difang i Igay Duana, la seva actuació vocal va ser famosament gravada i utilitzada sense el seu permís com a peça central de la popular cançó "Return to Innocence" de la banda nova "Enigma". Més tard es conformarien amb "Enigma" per una quantitat de diners no revelada.